# Imolese Calcio 1919 2021-2022
Questa voce raccoglie le informazioni riguardanti l'Imolese Calcio 1919 nelle competizioni ufficiali della stagione 2021-2022.

## Divise e sponsor
Lo sponsor tecnico per la stagione 2021-2022 è Ready Sport.
| Casa | Trasferta | Terza divisa |

## Rosa
| N. |                    | Ruolo | Calciatore            |
| -- | ------------------ | ----- | --------------------- |
| 1  | Italia (bandiera)  | P     | Alessandro Santopadre |
| 2  | Italia (bandiera)  | D     | Damiano Lia           |
| 3  | Italia (bandiera)  | D     | Edoardo Vona          |
| 4  | Italia (bandiera)  | C     | Riccardo Boscolo Chio |
| 5  | Italia (bandiera)  | D     | Michele Rinaldi       |
| 6  | Italia (bandiera)  | D     | Matteo Angeli         |
| 7  | Senegal (bandiera) | A     | Abdoulaye Sall        |
| 8  | Italia (bandiera)  | C     | Leonardo Benedetti    |
| 9  | Italia (bandiera)  | A     | Francesco Stanco      |
| 10 | Italia (bandiera)  | A     | Gianluca Turchetta    |
| 10 | Italia (bandiera)  | C     | Salvatore Santoro     |
| 11 | Italia (bandiera)  | D     | Matteo Liviero        |
| 12 | Italia (bandiera)  | P     | Riccardo Hysi         |
| 13 | Italia (bandiera)  | A     | Pasquale De Sarlo     |
| 14 | Italia (bandiera)  | P     | Riccardo Melgrati     |
| 14 | Italia (bandiera)  | P     | Marco Angeletti       |
| 15 | Italia (bandiera)  | C     | Antonio Romano        |
| 16 | Italia (bandiera)  | A     | Stefano Padovan       |

| N. |                      | Ruolo | Calciatore            |
| -- | -------------------- | ----- | --------------------- |
| 17 | Italia (bandiera)    | C     | Davide Masella        |
| 17 | Italia (bandiera)    | C     | Valerio Manzo         |
| 18 | Italia (bandiera)    | D     | Salvatore La Vardera  |
| 19 | Italia (bandiera)    | D     | Filippo Boccardi      |
| 20 | Italia (bandiera)    | A     | Luca Lombardi         |
| 21 | Italia (bandiera)    | C     | Antonio D'Alena       |
| 22 | Italia (bandiera)    | P     | Gian Maria Rossi      |
| 23 | Italia (bandiera)    | D     | Cristian Cerretti     |
| 24 | Italia (bandiera)    | C     | Emanuele Torrasi      |
| 25 | Italia (bandiera)    | C     | Alessandro Lombardi   |
| 26 | Italia (bandiera)    | A     | Luca Matarese         |
| 27 | Italia (bandiera)    | D     | Nicolò Milani         |
| 28 | Italia (bandiera)    | C     | Antonio Palma         |
| 29 | Argentina (bandiera) | A     | Nicolas Belloni       |
| 30 | Italia (bandiera)    | C     | Antonio Pio Iervolino |
| 32 | Italia (bandiera)    | A     | Antonio Letizia       |
| 32 | Italia (bandiera)    | A     | Gianmarco De Feo      |

## Calciomercato

### Sessione estiva(dal 01/07 al 31/08)
| Acquisti | Acquisti              | Acquisti       | Acquisti      |
| R.       | Nome                  | da             | Modalità      |
| -------- | --------------------- | -------------- | ------------- |
| P        | Alessandro Santopadre | Atalanta       | prestito      |
| D        | Cristian Cerretti     | Spezia         | svincolato    |
| D        | Gabriele Ingrosso     | Gubbio         | fine prestito |
| D        | Salvatore La Vardera  | Cosenza        | prestito      |
| D        | Damiano Lia           |                | svincolato    |
| D        | Matteo Liviero        | Monopoli       | svincolato    |
| D        | Edoardo Vona          | Bisceglie      | svincolato    |
| C        | Leonardo Benedetti    | Sampdoria      | prestito      |
| C        | Riccardo Boscolo Chio | Inter          | prestito      |
| C        | Davide Masella        | Benevento      | prestito      |
| C        | Antonio Pio Iervolino | Novara         | svincolato    |
| C        | Daniele Suliani       | Ascoli         | fine prestito |
| A        | Nicolas Belloni       | Pescara        | prestito      |
| A        | Matteo Chinellato     | Pistoiese      | fine prestito |
| A        | Pasquale De Sarlo     | Casertana      | svincolato    |
| A        | Luca Lombardi         | Empoli         | prestito      |
| A        | Luca Matarese         | Frosinone      | prestito      |
| A        | Stefano Padovan       | Sambenedettese | fine prestito |
| A        | Francesco Stanco      | Alessandria    | fine prestito |
| A        | Gianluca Turchetta    | Südtirol       | svincolato    |

| Cessioni | Cessioni              | Cessioni           | Cessioni      |
| R.       | Nome                  | a                  | Modalità      |
| -------- | --------------------- | ------------------ | ------------- |
| P        | Tommaso Nannetti      | Ambrosiana         | prestito      |
| D        | Giuseppe Aurelio      | Sassuolo           | fine prestito |
| D        | Filippo Carini        | Trento             | svincolato    |
| D        | Fabio Della Giovanna  | Pro Sesto          | svincolato    |
| D        | Gabriele Ingrosso     | Virtus Francavilla | definitivo    |
| D        | Alessandro Pilati     | Sassuolo           | fine prestito |
| D        | Ivan Rondanini        | Padova             | fine prestito |
| D        | Mattia Tonetto        | Frosinone          | fine prestito |
| C        | Lorenzo Alboni        |                    | svincolato    |
| C        | Alessandro Masala     | Torres             | svincolato    |
| C        | Mihael Onişa          | Torino             | fine prestito |
| C        | Alessandro Provenzano | Catania            | definitivo    |
| C        | Lorenzo Sabattini     | Sampdoria          | fine prestito |
| C        | Daniele Suliani       | Cesena             | prestito      |
| A        | Accursio Bentivegna   | Juve Stabia        | fine prestito |
| A        | Matteo Chinellato     | Trento             | svincolato    |
| A        | Nicolas Laghi         |                    | svincolato    |
| A        | Gabriele Mattiolo     | Bologna            | fine prestito |
| A        | Gregorio Morachioli   | Spezia             | fine prestito |
| A        | Enrico Piovanello     | Padova             | fine prestito |
| A        | Alessandro Polidori   | Monterosi Tuscia   | definitivo    |
| A        | Christian Tommasini   | Pisa               | fine prestito |

### Operazioni tra le due sessioni
| Acquisti | Acquisti          | Acquisti | Acquisti   |
| R.       | Nome              | da       | Modalità   |
| -------- | ----------------- | -------- | ---------- |
| P        | Riccardo Melgrati |          | svincolato |
| C        | Antonio Palma     |          | svincolato |
| A        | Antonio Letizia   |          | svincolato |

| Cessioni | Cessioni       | Cessioni    | Cessioni   |
| R.       | Nome           | a           | Modalità   |
| -------- | -------------- | ----------- | ---------- |
| C        | Davide Masella | Carsko Selo | prestito   |
| A        | Abdoulaye Sall | Ghiviborgo  | definitivo |

### Sessione invernale(dal 04/01 al 01/02)
| Acquisti | Acquisti          | Acquisti        | Acquisti   |
| R.       | Nome              | da              | Modalità   |
| -------- | ----------------- | --------------- | ---------- |
| P        | Marco Angeletti   | Pontedera       | prestito   |
| D        | Nicolò Milani     | Atalanta        | prestito   |
| C        | Valerio Manzo     | Cynthialbalonga | definitivo |
| C        | Antonio Romano    | Pistoiese       | prestito   |
| C        | Salvatore Santoro | Pisa            | prestito   |
| A        | Gianmarco De Feo  |                 | svincolato |

| Cessioni | Cessioni              | Cessioni    | Cessioni   |
| R.       | Nome                  | a           | Modalità   |
| -------- | --------------------- | ----------- | ---------- |
| P        | Riccardo Melgrati     | Pontedera   | definitivo |
| C        | Antonio Pio Iervolino | Salernitana | definitivo |
| C        | Emanuele Torrasi      | Pordenone   | definitivo |
| A        | Antonio Letizia       |             | svincolato |
| A        | Gianluca Turchetta    | Foggia      | definitivo |

## Risultati

### Serie C

#### Girone di andata
| Arbitro: | Canci (Carrara) |

|  |           |              |
|  | Marcatori | 38’ Semprini |

| Arbitro: | De Angeli (Milano) |

|  |           |                                              |
|  | Marcatori | 49’ Lia 63’ L. Benedetti 89’ (rig.) Boccardi |

| Cesena 12 settembre 2021, ore 17:30 CEST 3ª giornata | Cesena           | 0 – 0 referto | Imolese | Orogel Stadium-Dino Manuzzi (2 259 spett.)\| Arbitro: \| Lovison (Padova) \| |
| Arbitro:                                             | Lovison (Padova) |               |         |                                                                              |

| Imola 19 settembre 2021, ore 17:30 CEST 4ª giornata | Imolese                    | 0 – 0 referto | Siena | Stadio Romeo Galli (528 spett.)\| Arbitro: \| Catanoso (Reggio Calabria) \| |
| Arbitro:                                            | Catanoso (Reggio Calabria) |               |       |                                                                             |

| Arbitro: | Crezzini (Siena) |

|  |           |            |
|  | Marcatori | 46’ Angeli |

| Arbitro: | Burlando (Genova) |

|                                                   |           |            |
| N. Belloni 17’, 37’ A. Lombardi 69’ Masella 90+4’ | Marcatori | 75’ Mutton |

| Arbitro: | Angelucci (Foligno) |

|                                    |           |                                      |
| Sereni 16’, 21’ (rig.) Rolfini 43’ | Marcatori | 30’ (rig.) Turchetta 55’ A. Lombardi |

| Arbitro: | Gauzolino (Torino) |

|                            |           |                                             |
| Turchetta 2’ Padovan 90+1’ | Marcatori | 10’ Doumbia 40’ Kalaj 57’ Luci 59’ Bramante |

| Arbitro: | Ancora (Roma) |

|  |           |                             |
|  | Marcatori | 26’ Angeli 36’ L. Benedetti |

| Arbitro: | Diop (Treviglio) |

|             |           |            |
| Livieri 10’ | Marcatori | 87’ Romano |

| Arbitro: | Vergaro (Bari) |

|                                                              |           |  |
| Turchetta 14’ Padovan 17’ Angeli 39’, 57’ Boscolo Chio 90+3’ | Marcatori |  |

| Arbitro: | Kumara (Verona) |

|                           |           |  |
| Capello 35’ S. Merkaj 86’ | Marcatori |  |

| Arbitro: | Ubaldi (Roma) |

|                        |           |                                |
| Angeli 8’ Matarese 80’ | Marcatori | 52’ (rig.) Cittadino 74’ Arena |

| Arbitro: | Gigliotti (Cosenza) |

|                                                        |           |                  |
| De Sarlo 12’ (aut.) Jallow 25’ Gambale 70’, 78’ (rig.) | Marcatori | 53’ L. Benedetti |

| Arbitro: | Maggio (Lodi) |

|  |           |              |
|  | Marcatori | 44’ Scappini |

| Arbitro: | Canci (Carrara) |

|                                          |           |  |
| Urbinati 32’ Cognigni 43’ Pannitteri 73’ | Marcatori |  |

| Arbitro: | Feliciani (Teramo) |

|             |           |                     |
| Padovan 29’ | Marcatori | 80’, 90+2’ Bonfanti |

| Pesaro 12 dicembre 2021, ore 17:30 CET 18ª giornata | Vis Pesaro        | 0 – 0 referto | Imolese | Stadio Tonino Benelli (622 spett.)\| Arbitro: \| Cavaliere (Paola) \| |
| Arbitro:                                            | Cavaliere (Paola) |               |         |                                                                       |

| Arbitro: | Rinaldi (Bassano del Grappa) |

|  |           |                |
|  | Marcatori | 50’ F. Ferrari |

#### Girone di ritorno
| Arbitro: | De Angeli (Milano) |

|                               |           |                                                     |
| Semprini 45’, 58’ Belloni 60’ | Marcatori | 21’ (rig.) Turchetta 65’ De Sarlo 78’ Nico. Belloni |

| Arbitro: | Ricci (Firenze) |

|  |           |                                          |
|  | Marcatori | 13’ Mėgelaitis 26’ Álvaro 52’ Volpicelli |

| Imola 23 febbraio 2022, ore 21:00 CET 22ª giornata | Imolese          | 0 – 0 referto | Cesena | Stadio Romeo Galli (881 spett.)\| Arbitro: \| Diop (Treviglio) \| |
| Arbitro:                                           | Diop (Treviglio) |               |        |                                                                   |

| Arbitro: | Maranesi (Ciampino) |

|                                 |           |                                  |
| Guberti 68’ (rig.) Terigi 90+2’ | Marcatori | 45+3’ (rig.) Liviero 51’ D'Alena |

| Arbitro: | Petrella (Viterbo) |

|                   |           |  |
| L. Lombardi 90+3’ | Marcatori |  |

| Arbitro: | Pezzopane (L'Aquila) |

|                            |           |  |
| Foglia 45+5’ Benedetti 47’ | Marcatori |  |

| Arbitro: | Calzavara (Varese) |

|  |           |                         |
|  | Marcatori | 55’ D'Eramo 81’ Rolfini |

| Carrara 16 febbraio 2022, ore 18:00 CET 27ª giornata | Carrarese     | 0 – 0 referto | Imolese | Stadio dei Marmi (416 spett.)\| Arbitro: \| Centi (Terni) \| |
| Arbitro:                                             | Centi (Terni) |               |         |                                                              |

| Arbitro: | Gauzolino (Torino) |

|                    |           |          |
| Liviero 73’ (rig.) | Marcatori | 88’ Udoh |

| Arbitro: | Zucchetti (Foligno) |

|                             |           |  |
| Suciu 71’ Pinzauti 85’, 89’ | Marcatori |  |

| Arbitro: | Di Cicco (Lanciano) |

|                        |           |  |
| Arras 10’ Cretella 17’ | Marcatori |  |

| Arbitro: | Kumara (Verona) |

|             |           |            |
| Belloni 81’ | Marcatori | 32’ Merkaj |

| Arbitro: | Nicolini (Brescia) |

|                            |           |            |
| Spalluto 30’ Signorini 75’ | Marcatori | 32’ Angeli |

| Arbitro: | Luongo (Napoli) |

|                            |           |  |
| Romano 59’ A. Lombardi 60’ | Marcatori |  |

| Arbitro: | Carella (Bari) |

|                                                             |           |                                  |
| Arrighini 1’ Zamparo 33’ Contessa 40’ Rossi 65’ Rosafio 85’ | Marcatori | 26’ (rig.) Padovan 88’ Benedetti |

| Arbitro: | Emmanuele (Pisa) |

|            |           |              |
| Romano 14’ | Marcatori | 51’ Blondett |

| Arbitro: | Tremolada (Monza) |

|                           |           |                    |
| Pergreffi 69’ Gagno 90+1’ | Marcatori | 87’ (rig.) Liviero |

| Arbitro: | Carrione (Castellammare di Stabia) |

|            |           |  |
| Romano 62’ | Marcatori |  |

| Arbitro: | Cavaliere (Paola) |

|                           |           |                        |
| Clemenza 36’ Pompetti 46’ | Marcatori | 26’ Liviero 67’ Angeli |

#### Play-out
| Arbitro: | Perenzoni (Rovereto) |

|                                |           |                  |
| Rinaldi 57’ (aut.) Suciu 90+1’ | Marcatori | 37’ Boscolo Chio |

| Arbitro: | Cascone (Nocera Inferiore) |

|          |           |  |
| Vona 86’ | Marcatori |  |

### Coppa Italia Serie C
| Arbitro: | Longo (Cuneo) |

|                         |           |               |
| Stanco 6’ Benedetti 86’ | Marcatori | 70’ Galligani |

| Arbitro: | Nicolini (Brescia) |

|                                              |           |  |
| Azzi 11’ Minesso 14’ Baroni 48’ Bonfanti 56’ | Marcatori |  |

## Statistiche

### Statistiche di squadra
Statistiche aggiornate al 23 aprile 2022.
| Competizione         | Punti | In casa | In casa | In casa | In casa | In casa | In casa | In trasferta | In trasferta | In trasferta | In trasferta | In trasferta | In trasferta | Totale | Totale | Totale | Totale | Totale | Totale | DR  |
| Competizione         | Punti | G       | V       | N       | P       | Gf      | Gs      | G            | V            | N            | P            | Gf           | Gs           | G      | V      | N      | P      | Gf     | Gs     | DR  |
| -------------------- | ----- | ------- | ------- | ------- | ------- | ------- | ------- | ------------ | ------------ | ------------ | ------------ | ------------ | ------------ | ------ | ------ | ------ | ------ | ------ | ------ | --- |
| Serie C              | 0     | 19      | 5       | 7       | 7       | 22      | 21      | 19           | 3            | 6            | 10           | 20           | 35           | 38     | 8      | 13     | 17     | 42     | 56     | -14 |
| Coppa Italia Serie C | -     | 1       | 1       | 0       | 0       | 2       | 1       | 1            | 0            | 0            | 1            | 0            | 4            | 2      | 1      | 0      | 1      | 2      | 5      | -3  |
| Totale               | -     | 20      | 6       | 7       | 7       | 24      | 22      | 20           | 3            | 6            | 11           | 20           | 39           | 40     | 9      | 13     | 18     | 44     | 61     | -17 |

### Andamento in campionato
| Giornata  | 1  | 2 | 3  | 4  | 5 | 6 | 7 | 8  | 9 | 10 | 11 | 12 | 13 | 14 | 15 | 16 | 17 | 18 | 19 | 20 | 21 | 22 | 23 | 24 | 25 | 26 | 27 | 28 | 29 | 30 | 31 | 32 | 33 | 34 | 35 | 36 | 37 | 38 |
| --------- | -- | - | -- | -- | - | - | - | -- | - | -- | -- | -- | -- | -- | -- | -- | -- | -- | -- | -- | -- | -- | -- | -- | -- | -- | -- | -- | -- | -- | -- | -- | -- | -- | -- | -- | -- | -- |
| Luogo     | C  | T | T  | C  | T | C | T | C  | T | C  | C  | T  | C  | T  | C  | T  | C  | T  | C  | T  | C  | C  | T  | C  | T  | C  | T  | C  | T  | T  | C  | T  | C  | T  | C  | T  | C  | T  |
| Risultato | P  | V | N  | N  | V | V | P | P  | V | N  | V  | P  | N  | P  | P  | P  | P  | N  | P  | N  | P  | N  | N  | V  | P  | P  | N  | N  | P  | P  | N  | P  | V  | P  | N  | P  | V  | N  |
| Posizione | 17 | 6 | 10 | 12 | 9 | 5 | 7 | 11 | 7 | 8  | 5  | 7  | 8  | 9  | 13 | 15 | 15 | 17 | 17 | 16 | 15 | 17 | 17 | 14 | 16 | 17 | 16 | 17 | 18 | 19 | 19 | 19 | 19 | 19 | 19 | 19 | 19 | 17 |

Legenda:

Luogo: C = Casa; T = Trasferta. Risultato: V = Vittoria; N = Pareggio; P = Sconfitta.